# Donos do Brasil
Donos do Brasil é o vigésimo terceiro álbum de estúdio gravado pelo cantor, compositor e instrumentista cearense Raimundo Fagner em 2004.

## Faixas
1. "O Bicho Homem"
2. "Nome de Estrela"
3. "Faz de Conta"
4. "Esse Touro Vale Ouro"
5. "Cesta Básica"
6. "Rosa da China"
7. "Mistério de Amor"
8. "Reino/Minueto do Porto"
9. "Ressurreição"
10. "Todo seu Querer"
11. "Donos do Brasil"
12. "Canção da Floresta"
13. "Dezembros"

## Músicas em Novela
- "Dezembros"  tema de Da Cor do Pecado (2004)
- " Faz de Conta" tema de Como Uma Onda (2004-2005)
- "Todo seu Querer" tema de Alma Gêmea (2005 - 2006)